# Sciosapromyza coronata
Sciosapromyza coronata är en tvåvingeart som först beskrevs av Edward Broadhead 1989. Sciosapromyza coronata ingår i släktet Sciosapromyza och familjen lövflugor.
Artens utbredningsområde är Panama. Inga underarter finns listade i Catalogue of Life.